# Jorge Jesus
Jorge Fernando Pinheiro de Jesus (24 de julio de 1954, Amadora, Lisboa, Portugal) es un exjugador y entrenador de fútbol portugués. Actualmente dirige al Al-Nassr de la Liga Profesional Saudí.
Fue considerado por 2 veces uno de los 10 mejores entrenadores de clubes del mundo por la IFFHS, en 2013 (8.º puesto) y en 2019 (7.º puesto).

## Carrera como jugador
Jesus, hijo de Virgolino António de Jesus, exjugador de Sporting Clube de Portugal en los años 70, se formó precisamente en las categorías inferiores de los leones e hizo su debut en la primera división portuguesa en el S.C. Olhanense, club al que llegó cedido del Sporting.
Jugó en el primer equipo del Sporting en la temporada 1975-1976, participando en doce partidos (solo uno como titular). El Sporting acabó la temporada en quinta posición. Esa fue su primera y última temporada en las filas del club lisboeta. Al año siguiente Jesus se incorporó al C.F. Os Belenenses, en el que fue el primero de los muchos equipos en los que desarrolló su carrera durante los siguientes ocho años. Además del mencionado, Jorge Jesus defendió los colores del Grupo Desportivo Riopele, Juventude de Évora, União de Leiria, Vitória de Setúbal y S.C. Farense, acumulando un total de 166 partidos y 13 goles en la primera categoría del fútbol nacional luso.
Jorge Jesus se retiró en 1989 a la edad de 35 años, después de jugar los últimos años de su carrera en la segunda (principalmente con el equipo de su ciudad, el C.F. Estrela da Amadora) y tercera división de Portugal.

## Carrera como entrenador

### Inicios
Después de empezar como entrenador con el desconocido Amora FC, Jesus se unió a las filas del F.C. Felgueiras en 1993 ayudando al club a ascender a la máxima categoría en su segunda campaña. La continuidad fue la nota predominante del periplo de Jesus en este pequeño club portugués en el que se mantuvo como entrenador hasta junio de 1998, cuando el F.C. Felgueiras descendió de categoría.
Más adelante consiguió liderar al equipo de su ciudad natal, el Estrela da Amadora, al que llevó a la consecución de dos octavos puestos ligueros en temporadas consecutivas. Jesus consiguió en cuatro años dos ascensos de categoría a la máxima división con el Estrela da Amadora y el Vitoria de Setúbal. En la 2003-2004 ayudó al Vitória de Guimarâes a evitar el descenso por un muy corto margen, finalizando aquella campaña dos puntos por encima del descendido FC Alverca.
Durante los próximos cuatro años, siempre en la primera división, Jesus estuvo al mando del Moreirense FC (con el que descendió), União Leiria y Belenenses. Fue con este último con el que cosechó sus mejores resultados, acabando quinto, clasificando para la UEFA Cup y jugando la final de la Copa Portuguesa de 2007 en la que perdió 0-1 contra el Sporting.

### SC Braga
El 20 de mayo de 2008, un día después de dejar Belenenses, Jesus se situó al frente del Sporting Clube de Braga, liderando al equipo de Minho hasta la quinta posición liguera y hasta los dieciseisavos de final de la Copa de la UEFA. Entre los momentos más destacados de la participación del Braga en Europa se encuentran una victoria 3-0 en casa ante el Portsmouth inglés y una derrota en el último minuto ante el AC Milan en San Siro.

### SL Benfica
El 16 de junio de 2009, Jesus reemplazó en el banquillo del Sport Lisboa e Benfica al técnico español Quique Sánchez Flores. En su primera temporada (2009-10), llevó a los benfiquistas a conseguir el título (solo dos derrotas ligueras y 78 goles anotados) después de cinco años de esperanza en un castigo a dos jugadores del Porto (Hulk y Sapunaru), por la Liga de Portugal. Punición que la Liga admitió después que había sido exagerada. Además, esa temporada el Benfica alcanzó los cuartos de final de la Copa de la UEFA, siendo eliminado por el Liverpool en un global de 3-5 en la eliminatoria (esta fue la última derrota del club lisboeta que fue precedida de una racha de 27 partidos invicto).
El 5 de octubre, Jesus consiguió su victoria liguera número 100 en la máxima categoría con un triunfo 3-1 ante el F.C. Paços de Ferreira. El mes siguiente vivió su primer derbi de Lisboa, que finalizó con un 0-0 como resultado. Esa misma campaña el Benfica consiguió un histórico doblete llevándose también la Copa de la Liga. Tal cantidad de éxitos sirvió para que el de Amadora se ganara una merecida renovación de su contrato hasta el 2013.
Después de una victoria 2-0 ante el VfB Stuttgart en la UEFA Europa League (4-1 en el global) en lo que significó la primera victoria en la historia del Benfica en tierras alemanas. Jesus sobrepasó el récord de dieciséis victorias consecutivas de la era de Jimmy Hagan al frente de los lisboetas en los años 70.
La temporada 2012-13 fue especialmente dolorosa para el Benfica, puesto que perdió dos finales (Europa League y Taça) y el título de Liga en la última jornada. En cambio, en la temporada 2013-14 ganó la Liga, la Copa y la Copa de la Liga.
Llegó a dos finales de Liga de Europa de la UEFA consecutivas, en 2013 y 2014, cayendo en ambas ante Chelsea y Sevilla FC respectivamente.

### Sporting de Portugal
El 4 de junio de 2015, dimitió como técnico del Benfica para firmar por el Sporting Clube de Portugal al día siguiente. En su primera temporada en el club, obtuvo el subcampeonato de Liga, finalizando 3.º en los dos años siguientes.

### Al-Hilal
El 6 de junio de 2018 se desliga del Sporting de Lisboa para ser el nuevo entrenador del Al-Hilal. En su primer partido el 17 de agosto, ganó la Supercopa de Arabia Saudita con una victoria por 2-1 sobre el Al-Ittihad en Londres. Aunque tenía un récord de dieciséis victorias y solo una derrota en veinte partidos, fue despedido por el presidente el 26 de enero de 2019 tras desacuerdos contractuales. Posteriormente, fue relevado por Zoran Mamić en el cargo.

### Flamengo
En junio de 2019, se hace cargo del Flamengo después de que Abel Braga quede fuera del equipo. El 23 de noviembre de 2019, gana la Copa Libertadores de América contra River Plate, en el Estadio Monumental de Lima. Se convirtió en el segundo entrenador europeo en ganar esta competición (después de Mirko Jozic en 1991). Al día siguiente, 24 de noviembre se consagra campeón del Brasileirão 2019, tras perder el Palmeiras su partido correspondiente y ser su inmediato rival por el título. Llegó a la final del Copa Mundial de Clubes de la FIFA, disputada a 21 de diciembre de 2019, donde perdió 1-0 contra el Liverpool, con gol marcada en la prorrogación.
El 16 de marzo de 2020, se confirma que ha sido infectado del virus COVID-19. El 2 de junio de 2020, llegó a un acuerdo con el club para renovar su contrato por un año más.

### SL Benfica (2.ª etapa)
El 18 de julio de 2020, se confirmó su vuelta al Sport Lisboa e Benfica. A pesar de una inversión de €105 millones, la mayor en la historia del fútbol portugués, la temporada comenzó con la eliminación del club en la tercera ronda de clasificación de la UEFA Champions League y continuó con una derrota en la Supercopa, una eliminación en la Copa de la Liga y un cuarto puesto en el final de la primera ronda de la liga. Con su cuarta derrota en la final de la Copa de Portugal, Jesús igualó el récord de José Maria Pedroto y Fernando Vaz.
Tras un comienzo accidentado de la campaña 2021-22, en donde el equipo fue derrotado por 1-0 ante el Portimonense y 3-1 ante el Sporting CP en Liga, y una posterior derrota por 3-0 ante el Porto por la Copa de Portugal, Jesus abandonó el club de común acuerdo el 28 de diciembre de 2021, a solo dos días de otro viaje al Dragão.

### Fenerbahçe
El 2 de junio de 2022, se hace oficial su fichaje por el Fenerbahçe, hasta junio de 2023. Jesus ganó la Copa de Turquía 2022-23, derrotando a İstanbul Başakşehir con un marcador de 2-0 en la final el 11 de junio de 2023, y el club ganó su primer trofeo en 9 años después de la Supercopa de Turquía de 2014. Tras el partido, anunció que no renovaría su contrato al final de la temporada.

### Al-Hilal (2.ª etapa)
El 1 de julio de 2023, se hizo oficial su contratación como entrenador del Al-Hilal y firmó contrato por una temporada. El 5 de abril de 2024, tras una victoria por 4-1 sobre Al-Khaleej, el club estableció un nuevo récord mundial de partidos consecutivos ganados, rompiendo el récord de 31 encuentros establecido previamente por el club irlandés Belfast Celtic en 1948. En su primera temporada, obtuvo tres trofeos: la Supercopa de Arabia Saudita, la Copa del Rey de Campeones y la Liga Profesional Saudí, superando la marca de los 100 goles de la temporada y terminando con un récord de 96 puntos. El 2 de mayo de 2025, fue relevado de sus funciones a falta de cinco jornadas para el final del campeonato.

### Al-Nassr
El 14 de julio de 2025, fue oficializado como técnico del Al-Nassr.

## Clubes

### Como jugador
| Club                      | País     | Año         |
| ------------------------- | -------- | ----------- |
| Sporting CP               | Portugal | 1973 - 1976 |
| → GD Peniche (Préstamo)   | Portugal | 1973 - 1974 |
| → SC Olhanense (Préstamo) | Portugal | 1974 - 1975 |
| Belenenses                | Portugal | 1976 - 1977 |
| Riopele                   | Portugal | 1977 - 1978 |
| Juventude SC              | Portugal | 1978 - 1979 |
| UD Leiria                 | Portugal | 1979 - 1980 |
| Vitória Setúbal           | Portugal | 1980 - 1983 |
| SC Farense                | Portugal | 1983 - 1984 |
| Estrela da Amadora        | Portugal | 1984 - 1987 |
| Atlético CP               | Portugal | 1987 - 1988 |
| Benfica Castelo Branco    | Portugal | 1988 - 1989 |
| Almancilense              | Portugal | 1989 - 1990 |

### Como entrenador
| Club                 | País           | Año           |
| -------------------- | -------------- | ------------- |
| Amora                | Portugal       | 1990 - 1993   |
| Felgueiras           | Portugal       | 1993 - 1996   |
| Felgueiras           | Portugal       | 1997 - 1998   |
| União da Madeira     | Portugal       | 1998          |
| Estrela da Amadora   | Portugal       | 1998 - 2000   |
| Setúbal              | Portugal       | 2000 - 2002   |
| Estrela da Amadora   | Portugal       | 2002 - 2003   |
| Vitória de Guimarães | Portugal       | 2003 - 2004   |
| Moreirense           | Portugal       | 2005          |
| União Leiria         | Portugal       | 2005 - 2006   |
| Belenenses           | Portugal       | 2006 - 2008   |
| SC Braga             | Portugal       | 2008 - 2009   |
| SL Benfica           | Portugal       | 2009 - 2015   |
| Sporting CP          | Portugal       | 2015 - 2018   |
| Al-Hilal             | Arabia Saudita | 2018 - 2019   |
| Flamengo             | Brasil         | 2019 - 2020   |
| SL Benfica           | Portugal       | 2020-2021     |
| Fenerbahçe           | Turquía        | 2022-2023     |
| Al-Hilal             | Arabia Saudita | 2023-2025     |
| Al-Nassr             | Arabia Saudita | 2025-presente |

## Estadísticas como entrenador
| Equipo                      | Div.                | Temporada           | Liga | Liga | Liga | Liga | Liga |     | Copa | Copa | Copa | Copa |     | Internacional | Internacional | Internacional | Internacional | Internacional |   | Otros | Otros | Otros | Otros |     | Totales     | Totales | Totales | Totales | Totales | Totales | Totales | Totales | Totales |
| Equipo                      | Div.                | Temporada           | PD   | G    | E    | P    | Pos. | PD  | G    | E    | P    | PD   | G   | E             | P             | Pos.          | PD            | G             | E | P     | PD    | G     | E     | P   | Rendimiento | GF      | GC      | Dif.    |         |         |         |         |         |
| --------------------------- | ------------------- | ------------------- | ---- | ---- | ---- | ---- | ---- | --- | ---- | ---- | ---- | ---- | --- | ------------- | ------------- | ------------- | ------------- | ------------- | - | ----- | ----- | ----- | ----- | --- | ----------- | ------- | ------- | ------- | ------- | ------- | ------- | ------- | ------- |
| Amora Portugal              | 3.ª                 | 1990-91             | 38   | 12   | 19   | 7    | 6.º  | 2   | 1    | 0    | 1    | -    | -   | -             | -             | -             | -             | -             | - | -     | 40    | 13    | 19    | 8   | 48.33%      | 52      | 34      | +18     |         |         |         |         |         |
| Amora Portugal              | 3.ª                 | 1991-92             | 38   | 22   | 9    | 7    | 3.º  | 1   | 0    | 0    | 1    | -    | -   | -             | -             | -             | -             | -             | - | -     | 39    | 22    | 9     | 8   | 64.1%       | 62      | 24      | +38     |         |         |         |         |         |
| Amora Portugal              | 2.ª                 | 1992-93             | 19   | 3    | 5    | 11   | Inc. | 5   | 3    | 1    | 1    | -    | -   | -             | -             | -             | -             | -             | - | -     | 24    | 6     | 6     | 12  | 33.33%      | 18      | 34      | -16     |         |         |         |         |         |
| Amora Portugal              | Total               | Total               | 95   | 37   | 33   | 25   | -    | 8   | 4    | 1    | 3    | -    | -   | -             | -             | -             | -             | -             | - | -     | 103   | 41    | 34    | 28  | 50.81%      | 132     | 92      | +40     |         |         |         |         |         |
| Felgueiras Portugal         | 2.ª                 | 1993-94             | 22   | 9    | 8    | 5    | 6.º  | -   | -    | -    | -    | -    | -   | -             | -             | -             | -             | -             | - | -     | 22    | 9     | 8     | 5   | 53.03%      | 34      | 27      | +7      |         |         |         |         |         |
| Felgueiras Portugal         | 2.ª                 | 1994-95             | 34   | 17   | 10   | 7    | 3.º  | 3   | 2    | 0    | 1    | -    | -   | -             | -             | -             | -             | -             | - | -     | 37    | 19    | 10    | 8   | 60.36%      | 51      | 28      | +23     |         |         |         |         |         |
| Felgueiras Portugal         | 1.ª                 | 1995-96             | 34   | 8    | 9    | 17   | 16.º | 4   | 2    | 1    | 1    | -    | -   | -             | -             | -             | -             | -             | - | -     | 38    | 10    | 10    | 18  | 35.09%      | 34      | 51      | -17     |         |         |         |         |         |
| Felgueiras Portugal         | 2.ª                 | 1996-97             | 14   | 8    | 2    | 4    | 4.º  | -   | -    | -    | -    | -    | -   | -             | -             | -             | -             | -             | - | -     | 14    | 8     | 2     | 4   | 61.9%       | 17      | 12      | +5      |         |         |         |         |         |
| Felgueiras Portugal         | 2.ª                 | 1997-98             | 16   | 7    | 3    | 6    | Inc. | 4   | 2    | 1    | 1    | -    | -   | -             | -             | -             | -             | -             | - | -     | 20    | 9     | 4     | 7   | 51.67%      | 24      | 20      | +4      |         |         |         |         |         |
| Felgueiras Portugal         | Total               | Total               | 120  | 49   | 32   | 49   | -    | 11  | 6    | 2    | 3    | -    | -   | -             | -             | -             | -             | -             | - | -     | 131   | 55    | 34    | 42  | 50.63%      | 160     | 138     | +22     |         |         |         |         |         |
| União da Madeira Portugal   | 2.ª                 | 1997-98             | 6    | 1    | 1    | 4    | Inc. | -   | -    | -    | -    | -    | -   | -             | -             | -             | -             | -             | - | -     | 6     | 1     | 1     | 4   | 22.23%      | 5       | 13      | -8      |         |         |         |         |         |
| União da Madeira Portugal   | Total               | Total               | 6    | 1    | 1    | 4    | -    | -   | -    | -    | -    | -    | -   | -             | -             | -             | -             | -             | - | -     | 6     | 1     | 1     | 4   | 22.23%      | 5       | 13      | -8      |         |         |         |         |         |
| Estrela da Amadora Portugal | 1.ª                 | 1998-99             | 34   | 11   | 12   | 11   | 8.º  | 2   | 0    | 1    | 1    | 2    | 0   | 2             | 0             | 3.ªR          | -             | -             | - | -     | 38    | 11    | 15    | 12  | 42.11%      | 37      | 45      | -8      |         |         |         |         |         |
| Estrela da Amadora Portugal | 1.ª                 | 1999-00             | 34   | 10   | 15   | 9    | 8.º  | 3   | 2    | 0    | 1    | -    | -   | -             | -             | -             | -             | -             | - | -     | 37    | 12    | 15    | 10  | 45.94%      | 46      | 39      | +7      |         |         |         |         |         |
| Setúbal Portugal            | 2.ª                 | 2000-01             | 28   | 17   | 5    | 6    | 2.º  | 2   | 1    | 0    | 1    | -    | -   | -             | -             | -             | -             | -             | - | -     | 30    | 18    | 5     | 7   | 65.56%      | 61      | 37      | +24     |         |         |         |         |         |
| Setúbal Portugal            | 1.ª                 | 2001-02             | 19   | 4    | 5    | 10   | Inc. | 2   | 1    | 0    | 1    | -    | -   | -             | -             | -             | -             | -             | - | -     | 21    | 5     | 5     | 11  | 31.75%      | 23      | 27      | -4      |         |         |         |         |         |
| Setúbal Portugal            | Total               | Total               | 47   | 21   | 10   | 16   | -    | 4   | 2    | 0    | 2    | -    | -   | -             | -             | -             | -             | -             | - | -     | 51    | 23    | 10    | 18  | 51.64%      | 84      | 64      | +20     |         |         |         |         |         |
| Estrela da Amadora Portugal | 2.ª                 | 2001-02             | 14   | 9    | 1    | 4    | 4.º  | -   | -    | -    | -    | -    | -   | -             | -             | -             | -             | -             | - | -     | 14    | 9     | 1     | 4   | 66.67%      | 17      | 12      | +5      |         |         |         |         |         |
| Estrela da Amadora Portugal | 2.ª                 | 2002-03             | 24   | 10   | 8    | 6    | Inc. | 3   | 2    | 0    | 1    | -    | -   | -             | -             | -             | -             | -             | - | -     | 27    | 12    | 8     | 7   | 54.32%      | 34      | 29      | +5      |         |         |         |         |         |
| Estrela da Amadora Portugal | Total               | Total               | 106  | 40   | 36   | 30   | -    | 8   | 4    | 1    | 3    | 2    | 0   | 2             | 0             | -             | -             | -             | - | -     | 116   | 44    | 39    | 33  | 49.14%      | 134     | 125     | +9      |         |         |         |         |         |
| Vitória Guimarães Portugal  | 1.ª                 | 2003-04             | 21   | 7    | 6    | 8    | 14.º | 1   | 0    | 0    | 1    | -    | -   | -             | -             | -             | -             | -             | - | -     | 22    | 7     | 6     | 9   | 40.91%      | 17      | 22      | -5      |         |         |         |         |         |
| Vitória Guimarães Portugal  | Total               | Total               | 21   | 7    | 6    | 8    | -    | 1   | 0    | 0    | 1    | -    | -   | -             | -             | -             | -             | -             | - | -     | 22    | 7     | 6     | 9   | 40.91%      | 17      | 22      | -5      |         |         |         |         |         |
| Moreirense Portugal         | 1.ª                 | 2004-05             | 7    | 2    | 3    | 2    | 16.º | -   | -    | -    | -    | -    | -   | -             | -             | -             | -             | -             | - | -     | 7     | 2     | 3     | 2   | 42.86%      | 9       | 7       | +2      |         |         |         |         |         |
| Moreirense Portugal         | Total               | Total               | 7    | 2    | 3    | 2    | -    | -   | -    | -    | -    | -    | -   | -             | -             | -             | -             | -             | - | -     | 7     | 2     | 3     | 2   | 42.86%      | 9       | 7       | +2      |         |         |         |         |         |
| UD Leiria Portugal          | 1.ª                 | 2005-06             | 29   | 13   | 6    | 10   | 7.º  | 1   | 0    | 0    | 1    | -    | -   | -             | -             | -             | -             | -             | - | -     | 30    | 13    | 6     | 11  | 50%         | 43      | 35      | +8      |         |         |         |         |         |
| UD Leiria Portugal          | Total               | Total               | 29   | 13   | 6    | 10   | -    | 1   | 0    | 0    | 1    | -    | -   | -             | -             | -             | -             | -             | - | -     | 30    | 13    | 6     | 11  | 50%         | 43      | 35      | +8      |         |         |         |         |         |
| Belenenses Portugal         | 1.ª                 | 2006-07             | 30   | 15   | 4    | 11   | 5.º  | 6   | 5    | 0    | 1    | -    | -   | -             | -             | -             | -             | -             | - | -     | 36    | 20    | 4     | 12  | 59.26%      | 49      | 35      | +14     |         |         |         |         |         |
| Belenenses Portugal         | 1.ª                 | 2007-08             | 30   | 11   | 10   | 9    | 8.º  | 2   | 0    | 2    | 0    | 2    | 0   | 0             | 2             | 1.ªR          | -             | -             | - | -     | 34    | 11    | 12    | 11  | 44.11%      | 38      | 39      | -1      |         |         |         |         |         |
| Belenenses Portugal         | Total               | Total               | 60   | 26   | 14   | 20   | -    | 8   | 5    | 2    | 1    | 2    | 0   | 0             | 2             | -             | -             | -             | - | -     | 70    | 31    | 16    | 23  | 51.91%      | 87      | 74      | +13     |         |         |         |         |         |
| Braga Portugal              | 1.ª                 | 2008-09             | 30   | 13   | 11   | 6    | 5.º  | 4   | 2    | 0    | 2    | 14   | 9   | 2             | 3             | 1.º           | -             | -             | - | -     | 48    | 24    | 13    | 11  | 59.03%      | 68      | 30      | +38     |         |         |         |         |         |
| Braga Portugal              | Total               | Total               | 30   | 13   | 11   | 6    | -    | 4   | 2    | 0    | 2    | 14   | 9   | 2             | 3             | -             | -             | -             | - | -     | 48    | 24    | 13    | 11  | 59.03%      | 68      | 30      | +38     |         |         |         |         |         |
| SL Benfica Portugal         | 1.ª                 | 2009-10             | 30   | 24   | 4    | 2    | 1.º  | 7   | 5    | 1    | 1    | 14   | 9   | 2             | 3             | 1/4           | -             | -             | - | -     | 51    | 38    | 7     | 6   | 79.09%      | 124     | 37      | +87     |         |         |         |         |         |
| SL Benfica Portugal         | 1.ª                 | 2010-11             | 30   | 20   | 3    | 7    | 2.º  | 11  | 10   | 0    | 1    | 14   | 7   | 2             | 5             | 1/2           | 1             | 0             | 0 | 1     | 56    | 37    | 5     | 14  | 69.05%      | 113     | 61      | +52     |         |         |         |         |         |
| SL Benfica Portugal         | 1.ª                 | 2011-12             | 30   | 21   | 6    | 3    | 2.º  | 8   | 7    | 0    | 1    | 14   | 6   | 5             | 3             | 1/4           | -             | -             | - | -     | 52    | 34    | 11    | 7   | 72.43%      | 105     | 47      | +58     |         |         |         |         |         |
| SL Benfica Portugal         | 1.ª                 | 2012-13             | 30   | 24   | 5    | 1    | 2.º  | 11  | 7    | 3    | 1    | 15   | 8   | 3             | 4             | 2.º           | -             | -             | - | -     | 56    | 39    | 11    | 6   | 76.19%      | 123     | 41      | +82     |         |         |         |         |         |
| SL Benfica Portugal         | 1.ª                 | 2013-14             | 30   | 23   | 5    | 2    | 1.º  | 12  | 10   | 1    | 1    | 15   | 9   | 4             | 2             | 2.º           | -             | -             | - | -     | 57    | 42    | 10    | 5   | 79.53%      | 101     | 35      | +66     |         |         |         |         |         |
| SL Benfica Portugal         | 1.ª                 | 2014-15             | 34   | 27   | 4    | 3    | 1.º  | 8   | 7    | 0    | 1    | 6    | 1   | 2             | 3             | FG            | 1             | 0             | 1 | 0     | 49    | 35    | 7     | 7   | 77.41%      | 108     | 28      | +80     |         |         |         |         |         |
| Sporting CP Portugal        | 1.ª                 | 2015-16             | 34   | 27   | 5    | 2    | 2.º  | 6   | 4    | 0    | 2    | 10   | 4   | 1             | 5             | 1/16          | 1             | 1             | 0 | 0     | 51    | 36    | 6     | 9   | 74.51%      | 111     | 48      | +63     |         |         |         |         |         |
| Sporting CP Portugal        | 1.ª                 | 2016-17             | 34   | 21   | 7    | 6    | 3.º  | 7   | 5    | 0    | 2    | 6    | 1   | 0             | 5             | FG            | -             | -             | - | -     | 47    | 27    | 7     | 13  | 62.41%      | 83      | 48      | +35     |         |         |         |         |         |
| Sporting CP Portugal        | 1.ª                 | 2017-18             | 34   | 24   | 6    | 4    | 3.º  | 12  | 6    | 4    | 2    | 14   | 6   | 3             | 5             | 1/4           | -             | -             | - | -     | 60    | 36    | 13    | 11  | 67.22%      | 108     | 50      | +58     |         |         |         |         |         |
| Sporting CP Portugal        | Total               | Total               | 102  | 72   | 18   | 12   | -    | 25  | 15   | 4    | 6    | 30   | 11  | 4             | 15            | -             | 1             | 1             | 0 | 0     | 158   | 99    | 26    | 33  | 68.15%      | 302     | 146     | +156    |         |         |         |         |         |
| Al-Hilal Arabia Saudita     | 1.ª                 | 2018-19             | 17   | 12   | 4    | 1    | Inc. | 3   | 3    | 0    | 0    | 4    | 4   | 0             | 0             | Inc.          | 1             | 1             | 0 | 0     | 25    | 20    | 4     | 1   | 85.33%      | 65      | 21      | +44     |         |         |         |         |         |
| Flamengo · Brasil           | 1.ª                 | 2019                | 28   | 22   | 4    | 2    | 1.º  | 2   | 0    | 2    | 0    | 7    | 4   | 2             | 1             | 1.º           | 2             | 1             | 0 | 1     | 39    | 27    | 8     | 4   | 76.07%      | 86      | 36      | +50     |         |         |         |         |         |
| Flamengo · Brasil           | 1.ª                 | 2020                | -    | -    | -    | -    | -    | 14  | 13   | 1    | 0    | 2    | 2   | 0             | 0             | Inc.          | 2             | 1             | 1 | 0     | 18    | 16    | 2     | 0   | 92.59%      | 43      | 11      | +32     |         |         |         |         |         |
| Flamengo · Brasil           | Total               | Total               | 28   | 22   | 4    | 2    | -    | 16  | 13   | 3    | 0    | 9    | 6   | 2             | 1             | -             | 4             | 2             | 1 | 1     | 57    | 43    | 10    | 4   | 81.29%      | 129     | 47      | +82     |         |         |         |         |         |
| SL Benfica Portugal         | 1.ª                 | 2020-21             | 34   | 23   | 7    | 4    | 3.º  | 9   | 6    | 1    | 2    | 9    | 3   | 4             | 2             | 1/16          | 1             | 0             | 0 | 1     | 53    | 32    | 12    | 9   | 67.93%      | 111     | 50      | +61     |         |         |         |         |         |
| SL Benfica Portugal         | 1.ª                 | 2021-22             | 15   | 12   | 1    | 2    | Inc. | 5   | 3    | 1    | 1    | 10   | 5   | 3             | 2             | Inc.          | -             | -             | - | -     | 30    | 20    | 5     | 5   | 72.23%      | 71      | 30      | +41     |         |         |         |         |         |
| SL Benfica Portugal         | Total               | Total               | 233  | 174  | 35   | 24   | -    | 71  | 55   | 7    | 9    | 97   | 48  | 25            | 24            | -             | 3             | 0             | 1 | 2     | 404   | 277   | 68    | 59  | 74.17%      | 856     | 329     | +527    |         |         |         |         |         |
| Fenerbahçe Turquía          | 1.ª                 | 2022-23             | 36   | 25   | 5    | 6    | 2.º  | 6   | 5    | 1    | 0    | 14   | 5   | 4             | 2             | 1/8           | -             | -             | - | -     | 56    | 38    | 10    | 8   | 73.81%      | 127     | 58      | +69     |         |         |         |         |         |
| Fenerbahçe Turquía          | Total               | Total               | 36   | 25   | 5    | 6    | -    | 6   | 5    | 1    | 0    | 14   | 8   | 4             | 2             | -             | -             | -             | - | -     | 56    | 38    | 10    | 8   | 73.81%      | 127     | 58      | +69     |         |         |         |         |         |
| Al-Hilal Arabia Saudita     | 1.ª                 | 2023-24             | 34   | 31   | 3    | 0    | 1.º  | 5   | 4    | 1    | 0    | 18   | 13  | 2             | 3             | 1/2           | 2             | 2             | 0 | 0     | 59    | 50    | 6     | 3   | 88.14%      | 158     | 44      | +114    |         |         |         |         |         |
| Al-Hilal Arabia Saudita     | 1.ª                 | 2024-25             | 29   | 19   | 5    | 5    | Inc. | 3   | 2    | 1    | 0    | 12   | 9   | 1             | 2             | 1/2           | 2             | 1             | 1 | 0     | 46    | 31    | 8     | 7   | 73.19%      | 129     | 50      | +79     |         |         |         |         |         |
| Al-Hilal Arabia Saudita     | Total               | Total               | 80   | 62   | 12   | 6    | -    | 11  | 9    | 2    | 0    | 34   | 26  | 3             | 5             | -             | 5             | 4             | 1 | 0     | 130   | 101   | 18    | 11  | 82.31%      | 352     | 115     | +237    |         |         |         |         |         |
| Al-Nassr Arabia Saudita     | 1.ª                 | 2025-26             | 0    | 0    | 0    | 0    | -    | 0   | 0    | 0    | 0    | 0    | 0   | 0             | 0             | -             | 1             | 1             | 0 | 0     | 1     | 1     | 0     | 0   | 100%        | 2       | 1       | +1      |         |         |         |         |         |
| Al-Nassr Arabia Saudita     | Total               | Total               | 0    | 0    | 0    | 0    | -    | 0   | 0    | 0    | 0    | 0    | 0   | 0             | 0             | -             | 1             | 1             | 0 | 0     | 1     | 1     | 0     | 0   | 100%        | 2       | 1       | +1      |         |         |         |         |         |
| Total en su carrera         | Total en su carrera | Total en su carrera | 1000 | 564  | 226  | 210  | -    | 174 | 120  | 23   | 31   | 202  | 108 | 42            | 52            | -             | 14            | 8             | 3 | 3     | 1390  | 800   | 294   | 296 | 64.6%       | 2507    | 1296    | +1211   |         |         |         |         |         |
| 1. 2. 3.                    |                     |                     |      |      |      |      |      |     |      |      |      |      |     |               |               |               |               |               |   |       |       |       |       |     |             |         |         |         |         |         |         |         |         |

### Resumen por competiciones
| Competición                          | Partidos | Ganados | Empatados | Perdidos | %      | Resultado        |
| ------------------------------------ | -------- | ------- | --------- | -------- | ------ | ---------------- |
| II Divisão                           | 76       | 34      | 28        | 14       | 57.02% | 3.er lugar       |
| Liga Portugal 2                      | 177      | 81      | 43        | 53       | 53.86% | Campeón          |
| Primeira Liga                        | 603      | 340     | 134       | 129      | 63.79% | Campeón          |
| Copa de Portugal                     | 94       | 61      | 6         | 27       | 67.02% | Campeón          |
| Copa de la Liga de Portugal          | 47       | 32      | 11        | 4        | 75.89% | Campeón          |
| Supercopa de Portugal                | 4        | 1       | 1         | 2        | 33.33% | Campeón          |
| Liga Profesional Saudí               | 80       | 62      | 12        | 6        | 82.5%  | Campeón          |
| Copa del Rey de Campeones            | 11       | 9       | 2         | 0        | 87.88% | Campeón          |
| Supercopa de Arabia Saudita          | 6        | 5       | 1         | 0        | 88.89% | Campeón          |
| Brasileirão                          | 28       | 22      | 4         | 2        | 83.33% | Campeón          |
| Copa de Brasil                       | 2        | 0       | 2         | 0        | 33.33% | Cuartos de final |
| Campeonato Carioca                   | 13       | 12      | 1         | 0        | 94.87% | Campeón          |
| Supercopa de Brasil                  | 1        | 1       | 0         | 0        | 100%   | Campeón          |
| SüperLig                             | 36       | 25      | 5         | 6        | 74.07% | Subcampeón       |
| Copa de Turquía                      | 6        | 5       | 1         | 0        | 88.89% | Campeón          |
| Copa Intertoto de la UEFA            | 4        | 2       | 2         | 0        | 66.67% | Campeón          |
| Liga de Campeones de la UEFA         | 67       | 24      | 16        | 27       | 43.78% | Cuartos de final |
| Liga Europa de la UEFA               | 88       | 50      | 19        | 19       | 64.02% | Subcampeón       |
| Liga de Campeones de Élite de la AFC | 24       | 19      | 2         | 3        | 81.95% | Semifinales      |
| Campeonato de Clubes Árabes          | 10       | 7       | 1         | 2        | 73.33% | Subcampeón       |
| Copa Libertadores                    | 9        | 6       | 2         | 1        | 74.08% | Campeón          |
| Recopa Sudamericana                  | 2        | 1       | 1         | 0        | 66.67% | Campeón          |
| Mundial de Clubes de la FIFA         | 2        | 1       | 0         | 1        | 50%    | Subcampeón       |
| TOTAL                                | 1390     | 800     | 294       | 296      | 64.6%  | 26 Títulos       |

## Palmarés

### Campeonatos regionales
| Título             | Club     | País   | Año  |
| ------------------ | -------- | ------ | ---- |
| Campeonato Carioca | Flamengo | Brasil | 2020 |

### Torneos nacionales
| Título                      | Club               | País           | Año  |
| --------------------------- | ------------------ | -------------- | ---- |
| Copa de la Liga de Portugal | Benfica            | Portugal       | 2009 |
| Primeira Liga               | Benfica            | Portugal       | 2010 |
| Copa de la Liga de Portugal | Benfica            | Portugal       | 2010 |
| Copa de la Liga de Portugal | Benfica            | Portugal       | 2011 |
| Copa de la Liga de Portugal | Benfica            | Portugal       | 2012 |
| Primeira Liga               | Benfica            | Portugal       | 2014 |
| Copa de Portugal            | Benfica            | Portugal       | 2014 |
| Copa de la Liga de Portugal | Benfica            | Portugal       | 2014 |
| Supercopa de Portugal       | Benfica            | Portugal       | 2014 |
| Primeira Liga               | Benfica            | Portugal       | 2015 |
| Copa de la Liga de Portugal | Benfica            | Portugal       | 2015 |
| Supercopa de Portugal       | Sporting de Lisboa | Portugal       | 2015 |
| Copa de la Liga de Portugal | Sporting de Lisboa | Portugal       | 2018 |
| Supercopa de Arabia Saudita | Al-Hilal           | Arabia Saudita | 2018 |
| Campeonato Brasileño        | Flamengo           | Brasil         | 2019 |
| Supercopa de Brasil         | Flamengo           | Brasil         | 2020 |
| Copa de Turquía             | Fenerbahçe         | Turquía        | 2023 |
| Supercopa de Arabia Saudita | Al-Hilal           | Arabia Saudita | 2023 |
| Liga Profesional Saudí      | Al-Hilal           | Arabia Saudita | 2024 |
| Copa del Rey de Campeones   | Al-Hilal           | Arabia Saudita | 2024 |
| Supercopa de Arabia Saudita | Al-Hilal           | Arabia Saudita | 2024 |

### Torneos internacionales
| Título                       | Club     | País/Sede      | Año  |
| ---------------------------- | -------- | -------------- | ---- |
| Copa Intertoto de la UEFA    | SC Braga | Portugal       | 2008 |
| Copa Libertadores de América | Flamengo | Brasil         | 2019 |
| Recopa Sudamericana          | Flamengo | Río de Janeiro | 2020 |